# Пантелеев, Гавриил Фролович
Гавриил Фролович Пантелеев (26 июня 1923, Гавриловка, Туркестанская АССР — 30 сентября 1979, Курск) — старший лейтенант Рабоче-крестьянской Красной Армии, участник Великой Отечественной войны, Герой Советского Союза (1943).

## Биография
Гавриил Пантелеев родился 26 июня 1923 года в селе Гавриловка (ныне — Сокулукский район Кыргызстана). Окончил десять классов школы. В 1942 году Пантелеев был призван на службу в Рабоче-крестьянскую Красную Армию. С июля того же года — на фронтах Великой Отечественной войны. Участвовал в Сталинградской битве, был ранен.
К сентябрю 1943 года гвардии старший лейтенант Гавриил Пантелеев был старшим адъютантом батальона 224-го гвардейского стрелкового полка 72-й гвардейской стрелковой дивизии 7-й гвардейской армии Степного фронта. Отличился во время битвы за Днепр. В ночь с 24 на 25 сентября 1943 года Пантелеев одним из первых переправился через Днепр в районе села Бородаевка Верхнеднепровского района Днепропетровской области Украинской ССР и провёл разведку на местности. Принимал активное участие в освобождении Бородаевки, лично уничтожив 2 огневые точки и взяв в плен 6 вражеских солдат, сам был ранен, но остался в строю.
Указом Президиума Верховного Совета СССР от 26 октября 1943 года за «мужество и героизм, проявленные при форсировании Днепра и в боях на плацдарме» гвардии старший лейтенант Гавриил Пантелеев был удостоен высокого звания Героя Советского Союза с вручением ордена Ленина и медали «Золотая Звезда» за номером 3667.
В одном из последующих боёв Пантелеев был тяжело ранен. В 1944 году по ранению он был демобилизован. В 1949 году Пантелеев окончил юридический факультет Московского государственного университета и поступил в аспирантуру. В конце 1958 года переехал в Курск, работал в областной коллегии адвокатов. С 1965 года работал в Курской областной прокуратуре, затем прокурором отдела общего надзора за рассмотрением в судах уголовных дел.
Умер 30 сентября 1979 года, похоронен на Офицерском кладбище Курска.
Был также награждён двумя орденами Красной Звезды и рядом медалей.
В честь Пантелеева у музея Курской областной прокуратуры установлен его бюст.